# 大叶金腰
大叶金腰（学名：Chrysosplenium macrophyllum）为虎耳草科金腰属下的一个种。

## 扩展阅读
- 維基物種上的相關：大叶金腰